# Gert Hofmann
Gert Hofmann (29. ledna 1931 Limbach, Sasko – 1. července 1993 Erding, Bavorsko) byl německý dramatik a spisovatel.

## Život
Gert Hofmann vyrůstal v Limbachu. V roce 1948 se rodina přestěhovala do Lipska, kde Hofmann navštěvoval jazykovou školu, a získal tlumočnické a překladatelské zkoušky z angličtiny a ruštiny. Po maturitě v roce 1950 začal studovat romanistiku, germanistiku, slavistiku a anglistiku na Univerzitě v Lipsku. V roce 1951 opustil NDR a odešel do Freiburgu v Breisgau, kde pokračoval ve studiu předešlých oborů a přibral si ještě sociologii a politické vědy. V roce 1957 získal doktorát filozofie za svou práci o Henry Jamesovi.
Po několik let působil jako odborný asistent na Univerzitě ve Freiburgu v Breisgau. Od roku 1961 hostoval jako učitel germanistiky na univerzitách v Toulouse, Paříži, Bristolu, Edinburghu, New Haven, Berkeley a v Austinu. Od roku 1971 do roku 1980 žil v Klagenfurtu a současně učil na Univerzitě v Lublani. Od roku 1980 žil se svou rodinou v Erdingu u Mnichova. Tam podlehl v roce 1993, záchvatu mrtvice.
Jeho synem je básník a překladatel Michael Hofmann, který několik děl jeho otce přeložil do angličtiny.
Od počátku 1960 napsal řadu rozhlasových a několik divadelních her. Od roku 1979 pak autor publikoval řadu povídek a románů, kterými se stal známý i širší literární veřejnosti. Zatímco v jeho rozhlasových hrách stojí v popředí jazyk a sociální kritika, ve svých prózách, které někteří kritici porovnávali s díly Thomase Bernharda, se zabývá osudy mentálně či fyzicky postižených protagonistů v zlověstném a krutém světě. Důležitým a opakujícím se tématem v Hofmannově díle je problém potlačené německé minulosti a groteskní důsledky tohoto posunu.

## Ocenění díla
Gert Hofmann obdržel za své dílo následující ocenění a pocty:
- 1987 se stal členem Německé akademie pro jazyk a literaturu (Deutsche Akademie für Sprache und Dichtung) v Darmstadtu.
- 1979 obdržel Cenu Ingeborg Bachmannové (Ingeborg Bachmann prize) v Klagenfurtu,
- 1982, Cena Alfreda Döblina (Alfred-Döblin-Preis)
- 1983, Cena válečných slepců za rohlasovu hru (Hörspielpreis der Kriegsblinden)
- 1993, Literární cena města Mnichov (Literaturpreis der Landeshauptstadt München)

## Dílo
- Interpretationsprobleme bei Henry James (Problémy interpretace u Henryho Jamese), Freiburg-im-Breisgau, 1957
- Der Bürgermeister (Starosta), divadelní hra, Frankfurt nad Mohanem, 1963
- Der Sohn (Syn), divadelní hra, Frankfurt am Main 1966
- Kündigungen (Koncovky), dvě jednoaktové hry, Frankfurt am Main 1969
- Advokat Patelin, divadelní hra, Frankfurt am Main 1976
- Die Denunziation, Salzburg 1979
- Die Fistelstimme, román, Salzburg 1980
- Fuhlrotts Vergeßlichkeit a Portrait eines uns bekannten Kopfes, dvě povídka, Graz, 1981
- Gespräch über Balzacs Pferd, čtyři povídky: Die Rückkehr des verlorenen Jakob Michael Reinhold Lenz nach Riga (Návrat marnotratného Jakuba Michaela Reinholda Lenze do Rigy), Casanova und die Figurantin, Gespräch über Balzacs Pferd (Rozhovor o Balzacově koni), Der Austritt des Robert Walsers aus dem Literarischen Verein (Pomocník Walser), Salzburg 1981
- Die Überflutung (Záplavy), čtyři rozhlasové hry, Frankfurt am Main 1981
- Auf dem Turm (Na věži), román, Darmstadt 1982
- Návrat marnotratného Jakuba Michaela Reinholda Lenze do Rigy, přepracováno, 1984
- Unsere Eroberung (Naše dobývání), román, Darmstadt 1984
- Der Blindensturz, povídka, Darmstadt 1985
- Veilchenfeld, povídka, Darmstadt 1986
- Die Weltmaschine, povídka, Düsseldorf, 1986
- Casanova und die Figurantin, přepracováno, Düsseldorf, 1987
- Der Blindensturz, román, Darmstadt 1987
- Vor der Regenzeit, román, Mnichov 1988
- Der Kinoerzähler, román, Mnichov 1990
- Tolstois Kopf, povídka, Mnichov 1991
- Das Glück (Štěstí), román, München 1992
- Das Thema kommt, verbeugt sich, sagt: Wie wär's?, esej, München 1992
- Die kleine Stechardin, román, Mnichov 1994

### Překlady
- Jules Feiffer: Plem plem plem, Freiburg i. Br. 1961 (Originál: sick sick sick)

## Uvedení her v Česku
- 1995 Slovo o Lenzovi, Dejvické divadlo, překlad: Růžena Grebeníčková, režie: Petra Urbanová, premiéra: 21. září 1995, derniéra: 24. října 1996[1]
- 2013 Lucie Trmíková / Gert Hofmann: Pomocník Walser, Studio Hrdinů, režie: Jan Nebeský, hrají: Jiří Černý, David Prachař, Saša Rašilov, Lucie Trmíková. Premiéra: 12. listopadu 2013.[2]